# Blanca Portillo
Blanca Portillo Martínez de Velasco (Madrid, 15 de junio de 1963) es una actriz, productora y directora española. Ha ganado el Premio Goya a la mejor actriz por Maixabel (2021) y también estuvo nominada por su papel en El color de las nubes (1997), Volver (2006) y Siete mesas de billar francés (2007).

## Biografía
Nació en Madrid, ciudad en la que empezó a apuntarse a pequeñas producciones amateurs de teatro. Para hacer realidad su deseo de convertirse en actriz, Blanca Portillo se matriculó en la RESAD, donde se graduó en Arte Dramático. Con el título en la mano consigue papeles en funciones como Bodas de sangre (1984), El mal de la juventud (1985), Lope de Aguirre, traidor (1988), Marat-Sade (1992) o Las troyanas (1993). Entre ellas destacó su doble papel de Cuento de invierno (1992), en la que encarnó a:
1) Una reina que moría de pena tras verse acusada injustamente de adulterio y padecer la muerte de su primer hijo.
2) La hija de ésta que había vivido durante años creyéndose una campesina y que lograba restablecer la armonía en la tierra.
En 1994 protagonizó al lado de Joaquín Kremel la obra de David Mamet, Oleanna, en la que encarnó a Carol, una estudiante que reclamaba una mayor nota a su profesor quien le otorgaba sobresaliente. Portillo debía interpretar a un personaje cuya percepción sobre él mismo varía en cada acto, de tal manera que el espectador dejaba de ver en ella a una víctima acosada por un abuso de poder para apreciarla como una arribista que no se para ante nada para subir peldaños.
Concluida la función, Portillo participó en obras teatrales como Una bala perdida (1995), El embrujado (1995), Terror y miseria del Tercer Reich (1995), Mujeres frente al espejo (1996), y Un fénix demasiado frecuente (1997). Entremedias debutó en el cine con Entre rojas.
A este título se le sumó El color de las nubes (1997), en la que encarnó a una madre divorciada que desatendía a su hijo. El papel le valió una candidatura al Premio Goya a la mejor actriz revelación y a los premios de la Unión de Actores, en cuya edición recibió el galardón a la mejor actriz secundaria por la obra teatral Eslavos, una reflexión sobre el final de siglo y la caída del régimen comunista en la URSS.
A pesar del éxito en el cine y del premio obtenido, Blanca Portillo regresó a los escenarios con Madre, el drama padre (1998) —basada en el texto de Enrique Jardiel Poncela— y No hay burlas con el amor (1998). Paralelamente debutó en la dirección teatral con Hay amores que hablan (1997) y Shakespeare a pedazos (1999).
Al año siguiente Luis San Narciso la fichó para la serie de televisión 7 vidas, donde interpretó a Carlota, una peluquera insegura pero a su vez afectiva y racional que se casaba con un tabernero (Gonzalo: Gonzalo de Castro) al que pretendía educar y cuya relación se enturbió en principio ante la negativa de él a tener hijos -y que terminó aceptando debido a un embarazo inesperado-, y por las ansias de explorar una nueva relación con otro hombre. Blanca se sumó a todo el elenco en el movimiento del No a la guerra en 2003.
La actriz compaginó el rodaje de la serie con su trabajo en obras de teatro como El matrimonio de Boston, El sueño de una noche de verano (2002), Desorientados (2003) y Como en las mejores familias (2003) donde coincidió con buena parte de sus compañeros de televisión. En ella encarnaba a Yolanda, una mujer casada que "tenía frío" en su relación conyugal con Philippe y ante el mundo. Gracias a dicho papel la actriz obtuvo una candidatura al Fotogramas de Plata y el premio de la Unión de Actores.
En 2004 decidió abandonar la serie para emprender un proyecto teatral en Argentina titulado La hija del aire, basada en un texto de Calderón de la Barca. En ella interpretó a Semíramis, la reina de Babilonia, una monarca que desafiaba a su destino ejerciendo su poder. La actriz compaginó la obra con el rodaje del filme Elsa y Fred (2005), en la que encarnó a una mujer que se oponía a la relación entre su progenitor y una anciana de su misma edad.
Al regresar a España escenificó la obra en Madrid y decidió interpretar a un hombre —más concretamente a un inquisidor del siglo XVII— en el filme Alatriste (2005), basada en la novela de Arturo Pérez-Reverte. Se rapó el pelo para afrontar su papel. La Unión de Actores le concedió un tercer premio a la mejor actriz de teatro.
Compaginó este trabajo con su participación en una obra de teatro del colectivo Animalario titulada Hamelin, inspirada en el caso de pederastia del barrio del Raval de Barcelona que hizo perder el peso político a una asociación de vecinos en clara oposición a los planes urbanísticos del ayuntamiento. El director de la función, Andrés Lima, declaraba que su principal interés era denunciar la perversión en la educación de los niños.
Posteriormente, Pedro Almodóvar la llamó para interpretar a la vecina de Chus Lampreave en la película Volver (2006) en la que interpretó a Agustina, una mujer del pueblo que busca a su madre y a la que le detectan un cáncer. Un ser solitario —tan austero hasta llevar la cabeza rasurada— en cuyos últimos días encuentra el cariño de sus antiguas vecinas y que la vinculaban de nuevo con el repertorio de mujer decidida con iniciativa propia. Concluido este trabajo fichó para Los fantasmas de Goya, dirigida por Miloš Forman, en la que encarnó a la reina María Luisa de Parma.
En 2006 dirigió la obra de teatro siglo XX, que estás en los cielos, la cual narraba la experiencia en el limbo de dos jóvenes que murieron sin alcanzar la treinta —un miliciano republicano y una drogadicta que cayó fulminada en plena movida madrileña"—, la historia de dos guerras perdidas, una librada para que esos jóvenes "no viviesen peor" y otra fruto de la falta de ideales y la sobredosis de escepticismo. La puesta en escena requería un único escenario (un cuadrilátero), las luces apagadas (que impedían ver el rostro de los actores: Roberto Enríquez, Silvia Abascal, Ricardo Gómez y Santiago Crespo) y la filtración en el escenario de olores que remitían a los lugares aludidos por el texto... Entre la puesta en marcha del proyecto y el inicio de la gira, Portillo accedió a aparecer en el capítulo 200 de 7 vidas, donde se reencontró con sus antiguos compañeros de reparto (Amparo Baró, Eva Santolaria, Carmen Machi, Toni Cantó, Florentino Fernández, Santi Millán, Gonzalo De Castro) y se unía a los nuevos (Leandro Rivera, Yolanda Ramos y Cristina Peña).
Cuando la obra dejó de representarse en Madrid, en el Teatro Español, Blanca viajó al Festival de Cannes 2006 para promocionar Volver. Allí recibiría junto a Penélope Cruz, Chus Lampreave, Yohana Cobo, Carmen Maura, y Lola Dueñas el premio a la mejor actuación.
Dos meses después Gracia Querejeta le ofreció su primer papel protagonista en cine en Siete mesas de billar francés en la que incorporó a la amante del dueño de un negocio de billar, una mujer de fuerte carácter cuya madre interpretó Amparo Baró. En teatro estrenó Afterplay, según un texto de Brian Friel que especulaba sobre un encuentro entre los personajes de Tío Vania y Tres hermanas. En la función la actriz encarnó a Sonya, quien desde la muerte de su tío no ha logrado adquirir todavía una propiedad privada y sigue enganchada al Doctor Astrov, con quien apenas mantiene esporádicas relaciones sexuales que vuelven a acentuar su soledad y sufrimiento.
El 18 de diciembre se hacía pública su candidatura a los Premios Goya junto a sus compañeras de reparto Lola Dueñas y Carmen Maura; contra las cuales competiría para alzarse con el galardón correspondiente del Círculo de Escritores Cinematográficos y el de la Unión de Actores. Finalmente ganó el galardón de la Unión de Actores, perdiendo los otros dos galardones en beneficio de Carmen Maura.
En mayo encabezó junto con Susi Sánchez y Celso Bugallo el reparto de Mujeres soñaron caballos, en la que interpretó a Ulryka, una fotógrafa pragmática que mantiene una relación inestable con su marido (Ginés García Millán), caracterizada por la violencia verbal y física.
Al concluir la función, se incorporó a los ensayos de Barroco, adaptación de Las amistades peligrosas, en la que trabajó junto a Chema León y Asier Etxeandía. Compaginó este trabajo con su incorporación a Cuéntame cómo pasó, donde dio vida a una profesora universitaria feminista. En cine firmó contrato para narrar la historia de unas reclusas que fundaron en presidio su propia compañía de teatro. Susi Sánchez, Candela Peña, Verónica Echegui, Natalia Mateo completaron el reparto. Al mismo tiempo se alzaba con la Concha de Plata a la mejor actriz en el Festival de Cine de San Sebastián así como sendas candidaturas a los Premios Goya como al Círculo de Escritores Cinematográficos. Sus trabajos teatrales merecen también menciones a los Max (por Mujeres soñaron caballos) y a la Unión de Actores (por Barroco).
En enero de 2009 se estrenó la serie para Telecinco, Acusados, en la que interpreta a la jueza Rosa Ballester. En este ocasión, volvió a trabajar con Silvia Abascal y con José Coronado. En marzo del mismo año, se estrenaba su siguiente trabajo con Pedro Almodóvar: Los abrazos rotos, rodado a mediados del año anterior.
En enero de 2010, Telecinco estrena Las mil caras de Blanca Portillo un reportaje en el que la actriz repasa su trayectoria artística y hace balance de su carrera; y a finales de ese mismo año se da a conocer que la actriz asumía el cargo de directora del Festival de Mérida en sustitución de Francisco Suárez. En 2011, se puso bajo la dirección de la obra teatral La avería, que estaba protagonizada por: Emma Suárez, José Luis García Pérez, Asier Etxeandia, Daniel Grao, José Luis Torrijo y Fernando Soto, en la que Blanca sustituyó en varias ocasiones a Daniel Grao y durante las últimas funciones a Emma Suárez. También rodó bajo las órdenes de Álex de la Iglesia La chispa de la vida. En 2012, grabó entre Galicia y Cataluña, La visitadora de cárceles, dirigida por Laura Mañá.
En 2012 se estrenó una adaptación de La vida es sueño, de Calderón de la Barca, dirigida por Helena Pimenta y que se estrenó en el Festival de Almagro. En ella Blanca Portillo interpreta a Segismundo. Ese año ganó el Premio Max a la mejor dirección de escena por La avería, y el Premio Nacional de Teatro por "su valentía al asumir nuevos retos escénicos y su defensa del teatro como compromiso con la sociedad".
En 2013 se estrenó en Telecinco la telefilme Niños robados, dirigida por Salvador Calvo, donde interpretó a Sor Eulalia, una controvertida religiosa. En 2014, se pone al frente del elenco de la obra de teatro Testamento de María, del escritor Colm Tóibín y dirigida por Agustín Villaronga Desde julio de 2014 y hasta agosto de 2015 dio vida a Mariana en la serie Chiringuito de Pepe de Telecinco.
En noviembre de 2014, dirigió en el Teatro Calderón de Valladolid una adaptación de Don Juan Tenorio realizada por Juan Mayorga e interpretada por la Compañía Nacional. En los carteles figuró de José Zorrilla, si bien con importantes cortes y añadidos que ocasionaron críticas desfavorables, llegando algún medio a hablar de cargarse el Tenorio. Tras el estreno en Valladolid, el montaje se presentó en Madrid, Sevilla y el Festival de Teatro de Almagro, pero no regresó a la ciudad que presenció el estreno. Un año más tarde por las mismas fechas, el Teatro Zorrilla de Valladolid presentó un nuevo montaje debido al dramaturgo Carlos Burguillo.
En 2015 empezó a rodar la serie Sé quien eres, de Telecinco que fue finalmente emitida en 2017, dando vida a Alicia Castro. En 2017 debutó como presentadora de televisión en el programa Ellas, de La 1 de TVE. En mayo de 2021 se incorpora al elenco de la serie producida por Prime Video y Mediaset España Días mejores, donde interpreta a la protagonista, la doctora Laforet.
En 2024 estrena la miniserie La ley del mar para TVE y À Punt junto a Luis Tosar.

## Filmografía

### Teatro
Como actriz
- El mal de la juventud (1985)
- La cantante calva (1991)
- Hécuba (1991)
- Marat-Sade (1992)
- Lope de Aguirre, traidor (1992)
- Cuento de invierno (1992)
- Las troyanas (1993)
- Bodas de sangre (1994)
- Oleanna (1994)
- El embrujado (1995)
- Un bala perdida (1995)
- Terror y miseria del Tercer Reich (1995)
- Mujeres frente al espejo (1996)
- Un fénix demasiado frecuente (1997)
- Eslavos (1997)
- Madre, el drama padre (1998)
- No hay burlas con el amor (1998)
- El matrimonio de Boston (2001)
- El sueño de una noche de verano (2002)
- Desorientados (2003)
- Como en las mejores familias (2003)
- La hija del aire (2004)
- Hamelin (2005)
- Afterplay (2006-2007)
- Mujeres soñaron caballos (2007)
- Barroco (2007-2008)
- Medea (2009)
- Hamlet (2009)
- Paseo romántico (2010-2011)
- Antígona (2011)
- La avería (2012)
- La vida es sueño (2012-2016)
- Fisterra (2013-2014)
- El testamento de María (2014-2016)
- El emperador de la Atlántida (2016)
- El cartógrafo (2016-2019)
- Madre Coraje y sus hijos (2019)
- Mrs Dalloway (2019-2020)
- Silencio (2022-2023)
- La madre de Frankenstein (2023)
- 1936 (2024 - 2025)

Como directora
- Hay amores que hablan (1997)
- Shakespeare a pedazos (1999)
- Desorientados (2003-2004)
- Siglo XX... que estás en los cielos (2006)
- La avería (2011)
- Don Juan Tenorio (2014)
- El ángel exterminador (2017)

### Televisión

#### Series
| Año         | Título                    | Personaje               | Canal             | Notas         |
| ----------- | ------------------------- | ----------------------- | ----------------- | ------------- |
| 1991 - 1992 | Crónicas urbanas          | Laura                   | La 2              | 2 episodios   |
| 1996        | La otra familia           | Estefanía               | Telemadrid        | 1 episodio    |
| 1997        | La casa de los líos       | Cuca                    | Antena 3          | 1 episodio    |
| 1997 - 1998 | Médico de familia         | Vicky                   | Telecinco         | 2 episodios   |
| 1998        | Más que amigos            | Silvia                  | Telecinco         | 1 episodio    |
| 1998        | Periodistas               | Irene                   | Telecinco         | 1 episodio    |
| 1998        | Compañeros                | Marga                   | Antena 3          | 2 episodios   |
| 1999 - 2006 | 7 vidas                   | Carlota Pérez Pérez     | Telecinco         | 159 episodios |
| 2002        | Un paso adelante          | Rilaura Ruiz            | Antena 3          | 1 episodio    |
| 2007 - 2008 | Cuéntame cómo pasó        | Begoña                  | La 1              | 9 episodios   |
| 2009 - 2010 | Acusados                  | Rosa Ballester          | Telecinco         | 26 episodios  |
| 2012        | Frágiles                  | Mónica                  | Telecinco         | 1 episodio    |
| 2012        | Hospital Central          | Alba                    | Telecinco         | 2 episodios   |
| 2012        | La visitadora de cárceles | Concepción Arenal       | La 1              | Telefilme     |
| 2013        | Niños robados             | Sor Eulalia             | Telecinco         | 2 episodios   |
| 2014        | Cuéntame un cuento        | Sara Morgade (Bruja)    | Antena 3          | 1 episodio    |
| 2014; 2016  | El chiringuito de Pepe    | Mariana Masianet Alonso | Telecinco         | 26 episodios  |
| 2016        | Web Therapy               | Patricia Navas          | #0                | 1 episodio    |
| 2017        | Sé quién eres             | Alicia Castro           | Telecinco         | 16 episodios  |
| 2019        | Promesas de arena         | Julia                   | La 1              | 4 episodios   |
| 2021        | Parot                     | Andrea Llanes           | TVE / Prime Video | 10 episodios  |
| 2021        | La Fortuna                | Zeta                    | Movistar+         | 4 episodios   |
| 2022 - 2023 | Días mejores              | Soledad Laforet         | Prime Video       | 18 episodios  |
| 2024        | La ley del mar            | Andrea de Velasco       | TVE / À Punt      | 2 episodios   |

#### Programas
| Año  | Título | Función      | Canal | Notas       |
| ---- | ------ | ------------ | ----- | ----------- |
| 2017 | Ellas  | Presentadora | La 1  | 8 programas |

### Cine
| Año  | Título                                          | Personaje             | Director             |
| ---- | ----------------------------------------------- | --------------------- | -------------------- |
| 1995 | Entre rojas                                     | Manuela               | Azucena Rodríguez    |
| 1996 | Eso                                             | Marta                 | Fernando Colomo      |
| 1996 | El perro del hortelano                          | Dorotea               | Pilar Miró           |
| 1997 | El color de las nubes                           | Madre                 | Mario Camus          |
| 1999 | Entre las piernas                               | Lali                  | Manuel Gómez Pereira |
| 2001 | Solo mía                                        | Abogada               | Javier Balaguer      |
| 2005 | Elsa y Fred                                     | Cuca                  | Marcos Carnevale     |
| 2006 | Volver                                          | Agustina              | Pedro Almodóvar      |
| 2006 | Alatriste                                       | Fray Emilio Bocanegra | Agustín Díaz Yanes   |
| 2006 | Los fantasmas de Goya                           | Reina María Luisa     | Miloš Forman         |
| 2007 | Siete mesas de billar francés                   | Charo                 | Gracia Querejeta     |
| 2008 | El patio de mi cárcel                           | Adela                 | Belén Macías         |
| 2009 | Los abrazos rotos                               | Judit García          | Pedro Almodóvar      |
| 2011 | La chispa de la vida                            | Mercedes San Román    | Álex de la Iglesia   |
| 2016 | Secuestro                                       | Patricia              | Mar Targarona        |
| 2020 | Invisibles                                      | Mara                  | Gracia Querejeta     |
| 2020 | Retrato de mujer blanca con pelo cano y arrugas | Julia                 | Iván Ruiz Flores     |
| 2021 | Maixabel                                        | Maixabel Lasa         | Iciar Bollaín        |
| 2023 | Teresa                                          | Teresa de Jesús       | Paula Ortiz          |
| 2024 | Escape                                          | Doctora Giráldez      | Rodrigo Cortés       |
| 2024 | Día de caza                                     | Blanca                | Pedro Aguilera       |

## Premios y candidaturas
Festival Internacional de Cine de Cannes
| Año  | Categoría                     | Título | Resultado |
| ---- | ----------------------------- | ------ | --------- |
| 2006 | Mejor interpretación femenina | Volver | Ganadora  |

Premios Goya
| Año  | Categoría                                  | Título                        | Resultado |
| ---- | ------------------------------------------ | ----------------------------- | --------- |
| 1997 | Mejor actriz revelación                    | El color de las nubes         | Nominada  |
| 2006 | Mejor interpretación femenina de reparto   | Volver                        | Nominada  |
| 2007 | Mejor interpretación femenina protagonista | Siete mesas de billar francés | Nominada  |
| 2022 | Mejor interpretación femenina protagonista | Maixabel                      | Ganadora  |

Festival Internacional de Cine de San Sebastián
| Año  | Categoría                         | Título                        | Resultado |
| ---- | --------------------------------- | ----------------------------- | --------- |
| 2007 | Concha de Plata a la mejor actriz | Siete mesas de billar francés | Ganadora  |

Fotogramas de Plata
| Año  | Categoría                  | Título                        | Resultado     |
| ---- | -------------------------- | ----------------------------- | ------------- |
| 2001 | Mejor actriz de televisión | 7 vidas                       | Semifinalista |
| 2001 | Mejor actriz de teatro     | Madre, el drama padre         | Semifinalista |
| 2003 | Mejor actriz de teatro     | Como en las mejores familias  | Nominada      |
| 2007 | Mejor actriz de cine       | Siete mesas de billar francés | Nominada      |
| 2008 | Mejor actriz de teatro     | Barroco                       | Nominada      |
| 2009 | Mejor actriz de cine       | Los abrazos rotos             | Nominada      |
| 2012 | Mejor actriz de teatro     | La vida es sueño              | Ganadora      |
| 2014 | Mejor actriz de teatro     | El testamento de María        | Nominada      |
| 2017 | Mejor actriz de televisión | Sé quién eres                 | Nominada      |
| 2021 | Mejor actriz de cine       | Maixabel                      | Nominada      |
| 2022 | Mejor actriz de teatro     | Silencio                      | Ganadora      |

Premios Forqué
| Año  | Categoría                 | Película | Resultado |
| ---- | ------------------------- | -------- | --------- |
| 2022 | Mejor actriz protagonista | Maixabel | Ganadora  |
| 2024 | Mejor actriz protagonista | Teresa   | Nominada  |

Premios Iris
| Año  | Categoría                     | Título            | Resultado |
| ---- | ----------------------------- | ----------------- | --------- |
| 2009 | Mejor interpretación femenina | Acusados          | Ganadora  |
| 2017 | Mejor interpretación femenina | Sé quién eres     | Ganadora  |
| 2019 | Mejor interpretación femenina | Promesas de arena | Nominada  |
| 2022 | Mejor interpretación femenina | Días mejores      | Ganadora  |

Premios de la Unión de Actores
| Año  | Categoría                                       | Título                       | Resultado |
| ---- | ----------------------------------------------- | ---------------------------- | --------- |
| 1997 | Mejor interpretación de reparto de cine         | El color de las nubes        | Nominada  |
| 1997 | Mejor interpretación secundaria de teatro       | Eslavos                      | Ganadora  |
| 2000 | Mejor interpretación protagonista de televisión | 7 vidas                      | Ganadora  |
| 2002 | Mejor interpretación protagonista de televisión | 7 vidas                      | Nominada  |
| 2003 | Mejor actriz secundaria de teatro               | Como en las mejores familias | Ganadora  |
| 2004 | Mejor actriz protagonista de teatro             | La hija del aire             | Ganadora  |
| 2006 | Mejor actriz secundaria de cine                 | Volver                       | Ganadora  |
| 2007 | Mejor actriz protagonista de teatro             | Barroco                      | Nominada  |
| 2009 | Mejor actriz secundaria de cine                 | Los abrazos rotos            | Nominada  |
| 2009 | Mejor actriz protagonista de televisión         | Acusados                     | Nominada  |
| 2012 | Mejor actriz protagonista de teatro             | La vida es sueño             | Ganadora  |
| 2013 | Mejor interpretación protagonista de televisión | Niños robados                | Nominada  |
| 2022 | Mejor actriz protagonista de cine               | Maixabel                     | Nominada  |
| 2023 | Mejor actriz protagonista de teatro             | Silencio                     | Ganadora  |
| 2025 | Mejor actriz protagonista de teatro             | 1936                         | Nominada  |

Medallas del Círculo de Escritores Cinematográficos
| Año  | Categoría                 | Título                        | Resultado |
| ---- | ------------------------- | ----------------------------- | --------- |
| 2006 | Mejor actriz secundaria   | Volver                        | Nominada  |
| 2007 | Mejor actriz protagonista | Siete mesas de billar francés | Nominada  |
| 2009 | Mejor actriz secundaria   | Los abrazos rotos             | Nominada  |
| 2021 | Mejor actriz              | Maixabel                      | Ganadora  |
| 2023 | Mejor actriz              | Teresa                        | Nominada  |

Premios Feroz
| Año  | Categoría                              | Título        | Resultado |
| ---- | -------------------------------------- | ------------- | --------- |
| 2017 | Mejor actriz protagonista de una serie | Sé quien eres | Nominada  |
| 2022 | Mejor actriz protagonista              | Maixabel      | Nominada  |

Premios Max
| Año  | Categoría                 | Película                     | Resultado |
| ---- | ------------------------- | ---------------------------- | --------- |
| 2002 | Mejor actriz protagonista | Madre, el drama padre        | Ganadora  |
| 2004 | Mejor actriz de reparto   | Como en las mejores familias | Ganadora  |
| 2007 | Mejor actriz protagonista | Mujeres soñaron caballos     | Nominada  |
| 2008 | Mejor actriz protagonista | Barroco                      | Nominada  |
| 2009 | Mejor actriz protagonista | Hamlet                       | Ganadora  |
| 2012 | Mejor director            | La avería                    | Ganadora  |
| 2015 | Mejor actriz protagonista | El testamento de María       | Ganadora  |

Premios Mestre Mateo
| Año  | Categoría                                  | Película                  | Resultado |
| ---- | ------------------------------------------ | ------------------------- | --------- |
| 2012 | Mejor interpretación femenina protagonista | La visitadora de cárceles | Nominada  |

Premios EñE del cine español
| Año  | Categoría                                | Película                      | Resultado |
| ---- | ---------------------------------------- | ----------------------------- | --------- |
| 2006 | Mejor interpretación femenina de reparto | Volver                        | Ganadora  |
| 2007 | Mejor interpretación femenina de reparto | Siete mesas de billar francés | Ganadora  |

Premios Ercilla
| Año  | Categoría                 | Película        | Resultado |
| ---- | ------------------------- | --------------- | --------- |
| 2007 | Mejor intérprete femenina | Afterplay       | Ganadora  |
| 2008 | Mejor intérprete femenina | La montaña rusa | Nominada  |

Premios Chivas Telón
| Año  | Categoría                           | Película | Resultado |
| ---- | ----------------------------------- | -------- | --------- |
| 2005 | Mejor intérprete dramático veterano | Hamelin  | Ganadora  |

Premios Micrófono de Oro
| Año  | Categoría                | Película                      | Resultado |
| ---- | ------------------------ | ----------------------------- | --------- |
| 2007 | Apartado cinematográfico | Siete mesas de billar francés | Ganadora  |

Premio Ojo Crítico
| Año  | Categoría | Película                  | Resultado |
| ---- | --------- | ------------------------- | --------- |
| 1998 | Teatro    | No hay burlas con el amor | Ganadora  |

## Otros premios y reconocimientos
- 2015: Premio Fuente de Castalia en el Festival de artes escénicas Clásicos en Alcalá.[20]
- 2017: la Universidad Internacional Menéndez Pelayo le concedió el Premio La Barraca a las Artes Escénicas en su décima edición.[21]
- 2021: Premios Cambio16, en la categoría de cultura.[22]
- 2023:  El Festival de Cine en Español de Málaga concedió en su vigésimo sexta edición el Premio Málaga por toda su trayectoria.[23][24]
- 2023: Premio Talía a mejor actriz protagonista por la obra Silencio. Este galardón lo otorga la Academia de Artes Escénicas.[25]
- 2023: Premio Corral de Comedias del Festival de Almagro.[26]